# Ignacio Núñez Soler
Ignacio Núñez Costumar (Assunção, Paraguai, 31 de julho de 1891 – Ibid., 13 de outubro de 1983), cujo verdadeiro nome é Ignacio Costumar Nuñez, foi um anarquista e artista plástico paraguaio.

## Infância e juventude
Nasceu em Assunção, no dia 31 de julho de 1891. Seu pai foi o advogado e jornalista Adolfo R. Costumar, um eminente político do sector cívico dentro do liberalismo e um dos grandes referentes da revolução liberal de 1904.
Sua mãe foi a pilarense Ascensión Núñez a quem Ignacio teve um grande carinho e uma maior aproximação, em cuja homenagem decide se mudar a ordem de seus sobrenomes; antepondo o materno ao paterno com o qual iria assim a assinar todas suas obras.
Expressando com isto seu já vívida síntese de inconformismo e rebeldia,  características essas de que conservaria até seu falecimiento.

## Itinerario artístico
Iniciou-se na pintura da mão de seu irmão Tomás Costumar, pintor e decorador, quem a sua vez tinha aprendido com o francês Julio Mornet e o italiano Guido Boggiani, não obstante Ignacio começou pintando casas com escova gorda utilizados para o alvejantes a cal.
Até que lhe chegou o tempo de voar com sua arte traçando os decorados que utilizava em suas montagens teatrais o grande Julio Correia, o criador do teatro em guaraní.
Suas obras refletem um alto grau de compromisso social, pois representa em suas telas a gente de sua cidade natal, em cenas da vida quotidiana, em praças e mercados etc. Casou-se com Herminia Rosa Blanc e deixou descendentes.
A primeira exposição que fez em 1931 na Casa Argentina, segundo o mesmo confessava, "em sua vida chegou a vender uns 800 quadros". Considerava-se impresionista, "porque gosto de fazer o que eu sinto, o que eu percebo".
Sua arte naive adquiriu características muito singulares, pois um “Núñez Costumar” distinguia-se à distância por seus rasgos pessoais, sobretudo quando se tratava de uma pintura sobre a cidade de Assunção, cidade que conhecia profundamente em todos suas recovecos e sobretudo em sua heterogênea geografia humana, imagens de uma cidade que já não existem se podem encontrar nos quadros de Núñez Costumar, é por isso que também era conhecido como “O pintor de Assunção”
Justamente por tudo isto o conhecido Ticio Escobar, referencia obrigatoria na crítica e o estudo em profundidade das artes visuais no Paraguai escreve:
“A pintura de dom Ignacio constitui-se num documento narrativo e minucioso desse velho carácter da cidade de Assunção da primeira metade do século, irremissivelmente condenado pela desordem de uma modernização súbita e impensada. Mas seu depoimento está enredado com episódios pessoais e uma fresca mas firme preocupação social e focado desde uma óptica popular e suburbana, profundamente original, que lhe leva a soluções formais certeras e a uma notável soltura expressiva. Estes complexos elementos fazem da obra de Núñez Costumar um caso único dentro do panorama de nossa plástica; seus inumeráveis quadros não devem ser considerados só por seus indiscutibles valores estéticos, sina como um fresco de grande parte da história de Paraguai que não tem sido recordada esteticamente, que nunca foi relatada nem pintada...”
Ao longo de sua profissão tem estado presente a inumeráveis exposições, individuais e colectivas, e inclusive para além dos limites do Paraguai: por exemplo participou várias vezes nas Bienales de San Pablo, Brasil, actualmente suas obras estão expostas em importantes museus de Argentina, Brasil, Uruguai, Espanha, Estados Unidos e Alemanha O que faz que suas pinturas adquiram um altísimo valor adquisitivo.

## Trajetória política
Ignacio Núñez Costumar também tem deixado a lembrança de suas lutas sociais e sindicais e tem chegado a se converter num dos primeiros e principais referências do anarquismo no Paraguai.
No início do século XX foi fundado o “Centro Cultural Rafael Barret” em cujo interior chegou a possuir uma magistral biblioteca que ia colecionando muitas obras de autores nacionais e de vários estrangeiros. Sendo esta casa considerada como o lar dos iniciais diretores sindicais do Paraguai, da qual Núñez Costumar era um asiduo frequentador da biblioteca.
No final de 1906 começa sua luta sindical propriamente dita fazendo parte da Federação Operária Regional Paraguaia, nesse então só contava com 15 anos de idade, ainda que nessa época seu próprio pai era Ministro de Fazenda, o que evidência ainda mais sua doutrina revolucionária, também seus irmãos tiveram grande influência em seus pensamentos, pois eles já estavam incorporados aos primeiros movimentos sindicais que se formaram a princípios de século, sob a influência de estrangeiros como Luis Pozzo, José Bertotto e Pedro Gori, até que depois viria o espanhol Rafael Barret para dar mais impulso às reivindicações sociais. Barrett teve uma vital importância na formação anarquista de Nuñez Costumar.
Em 1916 fundou junto com Leopoldo Ramos Giménez, Modesto Amarela, Manuel Núñez e outros uma entidade operária denominada Primeiro de Maio, cuja insígnia social era uma Bandeira negra, símbolo clássico e histórico do anarquismo universal.
Sobre a base desta organização criou-se depois o “Centro Operário Regional do Paraguai” (CORP), organização que ajudou a fundar em agosto do citado ano, em sua qualidade de representante da "Sociedade de Pintores Unidos". Entre os demais propulsores do CORP estavam: Leopoldo Ramos Giménez, Félix Cantalicio Aracuyú, Manuel Núñez, Lorenzo Martínez, Silvio González Medina, Neri Caballero, Cayetano Raimundi, Máximo Larrosa, Vicente Alvarenga, Leopoldo Ruiz, Juan Venider, Tomas Seta, J. Cano, Francisco Florentín, Anacleto Meza, Eugenio Roda, F. Artigas, Pedro Martínez, Lorenzo Martínez, Anselmo Vega, Juan G. Cardozo, Isidoro López, Martín Correia, Alfredo Benítez, Rodolfo Morais, Carlos Irala, Estanislao Méndez, Pedro Cataldi, J. Amarela, Tomás Roa, Emilio Cutillo, Afasto Seta e outros.
O Centro Operário Regional do Paraguai pôde organizar filiais em quase todas as cidades e povos da república e contou com alguns porta-vozes como: "El Combate" aparecido em 1919, "Renovación", "Protesta Humana" e "Prometeo"; este último apareceu no ano 1914 e era dirigido por Leopoldo Ramos Giménez.
Ignacio Núñez Costumar foi três vezes secretário do CORP, do sindicalismo Ignacio passou ao anarquismo “porque é um ideal que se aproxima muito ao espírito de Cristo” segundo suas próprias palavras.
Em 1929, com um grupo de dirigentes operários e estudiantiles, assinou o manifesto Ao avanço da ditadura cedeu o último suporte da liberdade. Ele não chegou a fazer parte do grupo que sustentou o "Novo Ideário Nacional", invocação pela qual Obdulio Barthe e vários anarquistas mais tomaram a cidade de Encarnación, o 20 de fevereiro de 1931.
Já na década dos 30, quando começou a ser mais conhecido como artista, sofreu com o confinamiento, encarceramento e desterros, 'três ou quatro vezes' segundo diz. Sempre permaneceu fiel a seus ideais anarquistas e sindicalistas, o que levou a ter duros confrontos ideológicos com Obdulio Barthe e Oscar Creydt, quem depois de sua iniciação no anarquismo passaram depois às bichas do comunismo.
Como uma espécie de memória de sua vida sindical e anrquista, durante muitos anos escreveu, ajudado às vezes por Ciriaco Duarte; outro destacado intelectual e anarcosindicalista, um livro autobiográfico titulado "Evocaciones de um sindicalista revolucionário" editado em 1980.
Ignacio Núñez Costumar, que até poucos anos antes de sua morte trabalhava pacientemente em suas pinturas em seu estudo da rua Independência Nacional N° 828, começou a ter problemas com a vista para depois finalmente falecer em sua querida Assunção o 13 de outubro de 1983, aos 92 anos de idade.